# Caryophyllia horologium
Caryophyllia horologium is een rifkoralensoort uit de familie Caryophylliidae. De wetenschappelijke naam van de soort is voor het eerst geldig gepubliceerd in 1977 door Cairns.